# Barnahátú gezerigó
A barnahátú gezerigó (Mimus dorsalis) a madarak osztályának a verébalakúak (Passeriformes) rendjéhez és a gezerigófélék (Mimidae) családjához tartozó faj.
Magyar neve forrással nincs megerősítve.

## Rendszerezése
A fajt Frédéric de Lafresnaye és Alcide d’Orbigny írták le 1837-ben, az Orpheus nembe Orpheus dorsalis néven.

## Előfordulása
Az Andokban, Argentína, Bolívia és Chile területén honos. Természetes élőhelyei a szubtrópusi vagy trópusi magaslati cserjések, valamint legelők és másodlagos erdők. Állandó, nem vonuló faj.

## Megjelenése
Testhossza 26 centiméter, testtömege 52–65 gramm.

## Természetvédelmi helyzete
Az elterjedési területe nagyon nagy, egyedszáma pedig stabil. A Természetvédelmi Világszövetség Vörös listáján nem fenyegetett fajként szerepel.